# 曹卫洲
曹卫洲（1954年7月—），男，河南清丰人，中华人民共和国政治人物。

## 生平
1969年12月参加工作，1976年7月加入中国共产党。1969年至1973年，历任中国人民解放军四九〇二部队战士、政治部电影放映员。1973年至1974年，任北京石油化工总厂宣传处工人。1974年至1978年，在北京对外贸易学院二系日语专业学习。1978年至1980年，任燕山石化总公司研究院情报室干部。1980年至2001年，历任共青团中央国际联络部干部、副处长、处长、副部长、部长，共青团中央第十三、十四届常委；中华全国青年联合会国际部部长、副秘书长、主席助理（其间，1981年在日本农协研修，1983年在日本拓殖大学语学研究所高级日语班学习；1994年至1995年在中央党校地厅级干部进修班学习；1994年至1996年在哈尔滨工业大学技术经济专业研究生班学习；2000年至2001年在美国哥伦比亚大学东亚研究所担任访问学者）。
2001年至2003年，任全国人大外事委员会办公室主任。2003年至2008年，任第十届全国人大常委会副秘书长、机关党组成员（其间，2004年至2005年在中央党校省部级干部进修班学习；2005年至2007年在中央党校在职研究生班法学理论专业学习）。2008年至2013年，任第十一届全国人大外事委员会委员，第十一届全国人大常委会副秘书长、机关党组成员。2013年至2015年，任第十二届全国人大常委会委员、全国人大外事委员会副主任委员，全国人大常委会副秘书长、机关党组成员。2014年2月21日，欧美同学会·中国留学人员联谊会第七届理事会第一次会议召开，选举其出任第七届理事会副会长。2015年起，任第十二届全国人大常委会委员、全国人大外事委员会副主任委员。
曹卫洲是第十一届、第十二届全国人民代表大会河南地区代表。他还历任中国人民对外友好协会特邀理事、中国人民外交学会理事、中国翻译协会常务副会长、留日同学会副会长。

## 著作
主持编译出版有：《中国青年》（英、法文版）、《国外青年志愿服务概况》、《世界青年组织机构概况》等图书。创办并主编有《中国青年外事》（季刊，中、英文版）。